# Leptoclinides sparsus
Leptoclinides sparsus är en sjöpungsart som beskrevs av Wilhelm Michaelsen 1924. Leptoclinides sparsus ingår i släktet Leptoclinides och familjen Didemnidae. Inga underarter finns listade i Catalogue of Life.